# Justin Sane
Justin Cathal Geever, mais conhecido como Justin Sane (Pittsburgh, 21 de Fevereiro de 1973), é um músico estadunidense. Criou a banda Anti-Flag em 1988 com seu amigo Pat Thetic e exerce a função de vocalista, guitarrista e compositor. Justin é muito confundido com um ex-baixista da banda Avenged Sevenfold, pelo motivo de ter o mesmo nome.

## Biografia

### Início da vida
Sane nasceu o filho mais novo de uma família da classe trabalhadora irlandesa-americana, e cita seus pais como inspirações. Eles abriram o primeiro restaurante vegetariano em Pittsburgh, inspirando Sane para se tornar um vegetariano e defensor dos direitos animais. Como um menino que viu seus pais participarem em ralis, e como ele ficou mais velho que ele participou.
Sane irmã de Lucy lhe deu sua primeira guitarra que o colocou em punk rock e hardcore. A primeira música Sane escreveu foi sobre uma overdose jovem, e seu segundo foi de cerca de tele-evangelistas.

### Carreira
Em 1988, Sane formou Anti-Flag com o amigo Pat. Em 1996, eles lançaram seu primeiro álbum, Die for the Government. Mais tarde naquele ano, Andy Flag deixou a banda, como resultado de disputas pessoais. Vários membros da banda veio e foi, durante 1997 e 1998, após o que finalmente se estabeleceu em um line-up permanente constituída de Sane como guitarrista / vocalista, Thetic como baterista, Chris Head como guitarrista / backing vocal e Chris "# 2" Barker como baixista / backing vocal. Em 1998, a banda lançou seu segundo álbum, Their System Doesn't Work for You.
Mobilize, gravado logo após os ataques de 11 de setembro de 2001 , foi lançado no início de 2002. Anti-Flag lançou um CD split com Bouncing Souls sete meses depois. 2003 viu o lançamento de The Terror State, produzido por Tom Morello, do Rage Against the Machine. Primeiro DVD do Anti-Flag, Death of a Nation, foi lançado em 2004. O DVD inclui imagens ao vivo, três vídeos de música, uma entrevista com a banda, filmagens passeio por trás das cenas, e três montagens compilados pela banda.
Em maio de 2008, mudou-se para Sane East End, Londres, ele já voltou para Pittsburgh onde nasceu.

## Discografia
Anti-Flag:
- Die for the Government (1996)
- North America Sucks!! (1998)
- Their System Doesn't Work for You (1998)
- A New Kind of Army (1999)[4]
- Underground Network (2001)
- Mobilize (2002)
- BYO Split Series Volume IV (2002)
- The Terror State (2003)
- For Blood and Empire (2006)
- A Benefit for Victims of Violent Crime (2007)
- The Bright Lights of America (2008)
- The People or the Gun (2009)
- The General Strike (2012)

## Educação
Sane graduado pela Faculdade de Oakland, em Pittsburgh e da Universidade de Pittsburgh, especializando-se em comunicações e minoring em ciência política.